# A Good Day to Die Hard
A Good Day to Die Hard (titulada  La jungla: un buen día para morir en España y Duro de matar: un buen día para morir en Hispanoamérica) es una película estadounidense de acción de 2013, dirigida por John Moore y protagonizada por Bruce Willis y Jai Courtney, siendo la quinta entrega de la saga de películas Die Hard. La intención de producirla fue anunciada por primera vez a finales del año 2010 y finalmente su estreno tuvo lugar el 14 de febrero de 2013.

## Sinopsis
El detective John McClane (Bruce Willis) descubre que su hijo Jack (Jai Courtney), con el que no se habla desde hace años ni sabía de su paradero, ha sido detenido en Rusia por asesinato durante una misión secreta como parte de su trabajo como agente de la CIA. Por ello, decide viajar a la capital de dicho país; Moscú, para ver cómo puede ayudarlo. Una vez allí, John McClane se unirá a su hijo en una misión de la CIA que consiste en mantener con vida a un preso político al que un poderoso hombre de negocios quiere asesinar

## Reparto
| Actor                   | Personaje                |
| ----------------------- | ------------------------ |
| Bruce Willis            | John McClane             |
| Jai Courtney            | John «Jack» McClane, Jr. |
| Sergei Kolesnikov       | Viktor Chagarin          |
| Yuliya Snigir           | Irina Komarov            |
| Sebastian Koch          | Yuri Komarov             |
| Mary Elizabeth Winstead | Lucy Gennaro-McClane     |
| Radivoje Bukvić         | Alik                     |
| Cole Hauser             | Mike Collins             |
| Amaury Nolasco          | Murphy                   |
| Roman Luknár            | Anton                    |
| Ganxsta Zolee           | Conductor del MRAP       |
| Péter Takátsky          | Fiscal                   |
| Pavel Lychnikoff        | Taxista                  |
| Megalyn Echikunwoke     | Reportero                |
| Melissa Tang            | Lucas                    |
| Ivan Kamaras            | Conductor del G-Wagon    |
| Sophie Raworth          | Ella misma               |

## Producción

### Preproducción
La producción fue formalmente anunciada en 2010, con Skip Woods, el escritor de X-Men Origins: Wolverine y The A-Team, confirmado como el guionista. Noam Murro fue originalmente fichado para dirigir la película, pero dejó la producción para dirigir la precuela de 300, 300: Rise of an Empire. John Moore fue posteriormente contratado en su lugar.
La película se tituló originalmente Die Hard 24/7. La prensa especuló que la película sería un crossover entre Die Hard y la serie 24, con Kiefer Sutherland retomando su rol como Jack Bauer junto a John McClane. Esto nunca fue confirmado por el estudio, y más tarde se reveló que el título de la película sería A Good Day to Die Hard — sin más mención de cualquier participación de la serie 24 — con fecha de estreno el 14 de febrero de 2013.

### Casting
Bruce Willis regresó como John McClane, y ha expresado deseo de rodar A Good Day to Die Hard y una sexta entrega en la serie antes de retirarse del personaje.
Al hacer las audiciones para el papel de John «Jack» McClane, Jr., el estudio consideró a varios actores, incluyendo a Liam Hemsworth y James Badge Dale, antes de finalmente decidirse por el actor australiano Jai Courtney. Mary-Elizabeth Winstead también apareció en la película, repitiendo su rol como la hija de McClane, Lucy Gennaro-McClane.
Sebastian Koch caracterizó al principal antagonista de la película, Yuri Komarov, mientras Yuliya Snigir y Cole Hauser aparecieron como los personajes secundarios Irina y Collins, respectivamente. El reparto se completó con los actores Amaury Nolasco como un amigo de McClane, Pavel Lychnikoff como un taxista, y Megalyn Echikunwoke, Anne Vyalitsyna e Ivan Kamaras en roles más pequeños.

### Rodaje
La producción comenzó en Hungría en abril de 2012, con la capital Budapest en vez de Moscú. Un campo de tiro militar cerca de Hajmáskér fue usado para disparar municiones reales, Mientras las acrobacias vehiculares fueron rodadas en el Hungaroring, un circuito de carreras de Fórmula 1 en Mogyoród.
En julio de 2012, se produjo un incendio en el set mientras se rodaba una acrobacia aérea, aunque nadie resultó herido y el rodaje se reanudó después de un breve retraso.
Al crear el estilo visual de la película, Moore quería que el trabajo de la cámara sea casi enteramente portátil, usando tres cámaras ARRI de 35mm de 4 perforaciones equipadas con lentes de largo alcance para capturar primeros planos lejanos, según Moore explicó, «McClane está en un mundo extraño, con poco o ningún control sobre su entorno. Él es incapaz de anticipar cosas como normalmente podría. Es atrapado con la guardia baja, y queremos que la cámara imite esa sorpresa y confusión». Moore también eligió crear muchos de los efectos de la película en la cámara como sea posible, solo usando efectos visuales para mejorar los elementos o pintar los fondos.

### Posproducción
Una versión especialmente censurada ha sido preparada para el estreno en cines en el Reino Unido, la cual ha sido cortada por el lenguaje y la violencia con el fin de lograr una clasificación 12A, a petición de los distribuidores. La versión estadounidense está clasificada R y no está cortada. El audio de la película fue mezclado en sonido surround de Dolby Atmos. En febrero de 2013, John Moore comenzó a trabajar en una edición del director.

## Banda sonora
Marco Beltrami, quien había compuesto la banda sonora de la predecesora, Live Free or Die Hard, regresó para musicalizar A Good Day to Die Hard. Beltrami nuevamente incorpora el material Michael Kamen de las primeras tres películas en su música. El álbum de la banda sonora fue lanzado el 14 de febrero de 2013 digitalmente y en las tiendas por Sony Classical. Cinco músicos de orquesta se involucraron: Pete Anthony, Jon Kull, Dana Niu, Rossana Galante y Andrew Kinny. Orquesta conducida por Pete Anthony.
La música fue programada por Buck Sanders y la música adicional estuvo a cargo de Marcus Trumpp y Brandon Roberts.
| A Good Day to Die Hard |                                        |          |  |
| N.º                    | Título                                 | Duración |  |
| 1.                     | «Yuri Says, "привет"»                  | 2:19     |  |
| 2.                     | «Getting Yuri to the Van»              | 2:14     |  |
| 3.                     | «Jack Makes the Call»                  | 2:53     |  |
| 4.                     | «Everyone to the Courthouse»           | 3:09     |  |
| 5.                     | «Court Adjourned»                      | 2:19     |  |
| 6.                     | «Truckzilla (Act 1)»                   | 3:38     |  |
| 7.                     | «Yippie Ki-Yay, Mother Russia!»        | 1:54     |  |
| 8.                     | «Truckzilla (Act 2)»                   | 2:00     |  |
| 9.                     | «Father & Son»                         | 1:24     |  |
| 10.                    | «To the Safe House»                    | 1:51     |  |
| 11.                    | «Regroup»                              | 2:30     |  |
| 12.                    | «Leaving the Safe House»               | 1:59     |  |
| 13.                    | «Getting to the Dance Floor»           | 1:34     |  |
| 14.                    | «Too Many Kolbasas on the Dance Floor» | 3:53     |  |
| 15.                    | «What's So Funny?»                     | 2:30     |  |
| 16.                    | «McClanes Get the Bird»                | 3:00     |  |
| 17.                    | «Scumbags»                             | 2:05     |  |
| 18.                    | «Entering Chernobyl»                   | 4:07     |  |
| 19.                    | «Into the Vault»                       | 2:17     |  |
| 20.                    | «Rubbed Out at the Spa»                | 2:07     |  |
| 21.                    | «Sunshine Shootout»                    | 1:37     |  |
| 22.                    | «Get to the Choppa!»                   | 2:59     |  |
| 23.                    | «Chopper Takedown»                     | 3:26     |  |
| 24.                    | «It's Hard to Kill a McClane»          | 2:59     |  |
| 25.                    | «Triple Vodka Rhapsody»                | 1:55     |  |
| 26.                    | «McClane's Brain»                      | 2:00     |  |

## Estreno
El 31 de enero de 2013 la 20th Century Fox celebró un homenaje especial al 25 aniversario de la franquicia de Die Hard, presentando un mural de una escena de Die Hard (1988) en el Estudio 8 de Fox. Más tarde, se mostró la premier de A Good Day to Die Hard. Dos premieres adicionales fueron celebradas en Europa llevando al estreno del comercial de la película: uno en Berlín, Alemania el 4 de febrero y otro en Londres, Inglaterra el 7 de febrero. A Good Day to Die Hard fue estrenada comercialmente por primera vez en Indonesia el 6 de febrero de 2013, y luego se estrenó en ciertos territorios del Este y Sudeste asiático el 7 de febrero.
En los Estados Unidos y Canadá, la película fue distribuida en 2328 cines para las funciones nocturnas el 13 de febrero. Los cines selectos también celebraron un maratón especial de todas las películas de Die Hard para llevar a un estreno nacional de A Good Day to Die Hard, con Bruce Willis haciendo una aparición personal en uno de esos maratones en la Ciudad de Nueva York para agradecer a los fanes. La película más tarde se expandió a un total de 3553 cines, incluyendo salas IMAX, el 14 de febrero.

## Recepción
En diferencia a las anteriores películas en la serie, A Good Day to Die Hard fue muy mal recibida por los críticos. Basado en 210 reseñas recolectadas por Rotten Tomatoes, las películas recibieron un 14% de críticas positivas, con un promedio de 3,9/10. Por comparación, Metacritic, que asigna una calificación normalizada en el rango de 0 a 100 basada en los comentarios de los críticos principales, calculó una puntuación promedio de 28 basada en 40 reseñas, indicando reacción «generalmente desfavorable». En ambos sitios web, la película ocupa el último lugar entre las películas de Die Hard. Las encuestas de CinemaScore informaron que el grado promedio que le dieron los espectadores a la película fue B+ en una escala de A+ a F, y que el público sesgó ligeramente a los hombres y mayores.
A. O. Scott de The New York Times describió a A Good Day to Die Hard como «un puñado de jugadas de pelota parada extendidas —cada una más elaborada y, por lo tanto, de alguna manera menos emocionante que la anterior— unidas por una trama simple y unas cuantas líneas más o menos inteligentes». Aunque elogiando los efectos especiales, él critica la dirección de John Moore, la falta de estilo, y escribe que «todo lo que hizo a la primera 'Die Hard' memorable —los matices del personaje, el subtexto político, el ingenio vaquero— ha disminuido o fue borrado». Todd McCarthy de The Hollywood Reporter expresó sentimientos similares, particularmente de la dirección, por lo que dice que Moore «ha dirigido estas secuencias de un modo que hace a los incidentes parecer tan descabellados y esencialmente sin capacidad de sobrevivir que tú sólo puedes reír». Kenneth Turan de Los Angeles Times le dio a la película un 2/5 y remarcó que carecía de «inspiración», y que la rivalidad en la pantalla de Willis y Courtney era «más irritante que una tentación». Richard Roeper, en lugar de Roger Ebert es el sitio web de Ebert, calificó a la película con una estrella y media de cuatro, criticando la inverosimilitud de las secuencias de acción, así como falta de suficiente caracterización en la película para McClane y los villanos en comparación con las otras películas de la serie. Él dice que «McClane ha sido despojado de cualquier rastro real de un actual personaje tridimensional», y que la película «nunca nos da una posibilidad de involucrarnos un poco con alguno de los personajes».
Entre las pocas críticas positivas, Daniel M. Kimmel, escribiendo para el New England Movies Weekly, encontró a la película mejor que Live Free or Die Hard y dice que la escena de la persecución de autos «hace valer la pena el precio de la entrada». Con una puntuación de 3,5/5, Kimmel resumió su reseña diciendo que «probablemente es un buen día para por fin terminar la serie, pero es un final entretenido y lleno de acción». Rick Groen de The Globe and Mail criticó las escenas de acción por ser «confusas», pero concluyó su reseña diciendo que la película «continúa la franquicia sin vergüenza indebida».

### Taquilla
A Good Day to Die Hard recaudó USS 67 349 198 en América del Norte y USD 237 304 984 en otros territorios para una recaudación mundial de USD 304 654 182 contra un presupuesto de USD 92 millones. La película recaudó tres veces el presupuesto.
En Norteamérica, A Good Day to Die Hard recaudó un estimado de USD 840 000 en sus funciones nocturnas en 2328 localidades el miércoles 13 de febrero de 2013. Al día siguiente, en unas 1225 localidades adicionales, la película logró acumular USD 8 239.116, comenzando en la posición número 2 detrás de Safe Haven. Sin embargo, durante todo el fin de semana de cuatro días del Día del Presidente, A Good Day to Die Hard comenzó en primer lugar con USD 28 640 657 dólares, elevando su total en ese punto a USD 36 879 773.
En el extranjero, A Good Day to Die Hard recaudó USD 10 860 000 en su primer fin de semana. Abriendo en siete mercados asiáticos en 1182 localidades una semana antes de la estreno en Norteamérica (6 y 7 de febrero) para tomar ventaja de las vacaciones del Año Nuevo Chino, la mayoría de la recaudación de la película vino de Corea del Sur, con la película también estableciendo un récord de Fox en Indonesia y un récord de la serie en Hong Kong.

### Versión casera
A Good Day to Die Hard fue estrenada en DVD y Blu-Ray el 4 de junio de 2013. Hay una versión extendida que solo está disponible en la versión Blu-Ray. Muestra una persecución de autos más larga a través de Moscú y algunas otras escenas ligeramente extendidas. También elimina completamente a Lucy de la película.